# Emina Jahović
Emina Jahović  (en serbe en écriture cyrillique : Емина Јаховић Сандал), née le 15 janvier 1982 en Serbie, est une chanteuse, danseuse, productrice et auteur-compositeur-interprète serbe et turque. Elle est connue sous le nom d'Emina Türkcan en Turquie, après son frère Mirsad Türkcan qui est un joueur de basketball naturalisé turc. Emina Jahović s'est d'abord fait connaître grâce à son titre Tačka. Elle est aussi actrice et mannequin. Jahović est mariée à la célèbre pop star turque Mustafa Sandal dont elle est séparée depuis 2018.
Emina Jahović est une des chanteuses pop les plus populaires de l'Europe du Sud-Est.

## Biographie
Née et élevée à Novi Pazar, elle étudie  à la Mokranjac Music School et fréquente brièvement la Faculté za menadžment de l’université de Braća Karić avant de concentrer sur sa carrière musicale. Elle commence alors à se creuser une place sur la scène musicale pop de Belgrade, et signe ensuite une entente chez City Records vers la fin de 2002. Au cours de l’exécution de son contrat en tant qu’auteure-compositrice, ses habiletés vocales sont remarqués par l’artiste Dino Merlin.
Emina Jahović Sandal attire l’attention médiatique en tant que chanteuse à la suite de la sortie de son premier album, Osmi dan, qui est applaudi par la critique en plus d’être un succès commercial, trônant sur les palmarès. En dehors de sa carrière musicale, la chanteuse s’implique dans différentes causes humanitaires,,,,. Influencée par Alicia Keys, elle a vendu millions d’albums et de singles.
Elle fait partie du jury en tant que Coach de la nouvelle émission de RTV Pink The Voice Srbija, diffusée au Serbie à partir de la fin du mois de septembre 2013.

## Discographie

### Albums
Osmi dan (City Records 2002)
1. Osmi dan
2. Mama
3. Kad si sa njom
4. Odbojka
5. U, la-la
6. Tačka
7. Soba 23
8. Brišeš tragove
9. U, la-la (Remix)
10. Sad nastavi

Radije ranije (City Records 2005)
1. Radije, ranije
2. Da l'ona zna
3. Crno i bjelo
4. Tvoja greška
5. Živeo…
6. Pola oštrog noža
7. Skini ruke s' mog vrata
8. Molim te…
9. Ona nije ja
10. Bez problema
11. Molim te (Remix)
12. Voljela te il' ne voljela
13. Uzalud se budim

Exhale (Multimedia Records 2008)
1. Exhale
2. Exhale (Dance Remix)
3. Exhale (Elvir Gazić Remix)
4. Exhale (Levent Gündüz Be Funky Remix)
5. Push It
6. Push It (Remix)

Vila (PGP RTS 2009)
1. Pile moje
2. Dan za danom
3. Ne zaboravi
4. Vila
5. Med
6. Aj
7. Nastavljamo dalje…
8. Zauvek
9. Još ti se nadam
10. Zver
11. Vila 2

### Greatest hits collection
Singles & Duets (2008)
1. Cool žena
2. Da l'ona zna (Remix)
3. Nije vise tvoja stvar
4. La gitana
5. Emina
6. Još ti se nadam

### Singles
- "Tačka" (2002)
- "Osmi dan" (2002)
- "U, la-la" feat. KC (2002)
- "Uzalud se budim" (2003)
- "Radije, ranije" (2004)
- "Tvoja greška" (2005)
- "Emina" feat. Knez (2005)
- "Da l'ona zna" (2006)
- "Nije vise tvoja stvar" (2006)
- "Pola ostrog noza" (2006)
- "Cool žena" (2007)
- "La gitana" feat. Flamingosi (2007)
- "Exhale" (2008)
- "Push It" feat. Cory Gunz (2008)
- "Još ti se nadam" feat. Saša Kovačević (10 décembre 2008)
- "Pile moje" (21 mai 2009)
- "Ne zaboravi" feat. İzel (2009)
- "Med" feat. Dino Merlin (30 juillet 2009)
- "Nemilo" feat. Miligram (2009)
- "Ti kvariigro" (2010)
- "Gospodine" feat. Nataša Bekvalac (8 mars 2011 Journée internationale de la femme)
- "Posle mene" (2011)
- "Beograd priča" feat. Dženan Lončarević (14 février 2012 Saint-Valentin)
- "Broken" feat. Erdem Kınay (2012)
- "Çek Gönder" feat. Mustafa Sandal (2012)
- "Da mogu" (2012)
- "Kimse Yok Mu?" (2012)
- "Nedostaješ" (2013)
- "Yakışmaz" (2013)
- "Žena zmaj" (2013)
- "U senkama isti" (2013)

### Compilations featuring Emina Jahović
- BH Eurosong (Muzička produkcija javnog servisa BH 2002)
- Super hitovi Vol.13 (City Records 2003)[13]
- Vanilla (City Records 2005)
- Gordost i predrasude (City Records 2006)
- Miligram (Miligram Music 2009)
- Karizma (Seyhan Müzik 2009)[14]
- Ornament (City Records 2010)
- Platinum Collection 19 hitova (Mascom EC 2011)[15]
- Proje (Seyhan Müzik 2012)[16]
- Hitovi leta 2012 (City Records 2012)[17],[18]
- Organik (Poll Production 2012)[19],[20]
- Best of 2012/13 CD 1 (City Records 2013)[21],[22]
- Super hitovi CD 2 (City Records 2013)

## Filmographie
| Pays               | Année      | Titre                              | Rôle                      | Notes                           |
| Television         | Television | Television                         | Television                |                                 |
| ------------------ | ---------- | ---------------------------------- | ------------------------- | ------------------------------- |
| Turquie            | 2010-2011  | Lale Devri                         | Lale Taşkıran Ilgaz       | Rôle principal (Show TV, FOX),  |
| Albanie            | 2011-2012  | Lale (Periudha e tulipanëve)       | Lale Tashkëran Ilgaz      | Rôle principal (KTV)            |
| Bosnie-Herzégovine | 2011-2012  | Polje lala                         | Lala Taškran Ilgaž †      | Rôle principal (Pink BH)        |
| Bulgarie           | 2011-2012  | Сезонът на лалето                  | Лале Ташкъран Ългаз       | Rôle principal (Diema),         |
| République tchèque | 2011-2012  | Čas tulipánů                       | Lale Taškiranová Ilgazová | Rôle principal (TV Barrandov)   |
| Kosovo             | 2011-2012  | Lale Devri                         | Lale Tashkëran Ilgaz      | Rôle principal (Kohavision)     |
| Macédoine          | 2011-2012  | Лале                               | Лале Таксиран Илгаз       | Rôle principal (Kanal 5)        |
| Monténégro         | 2011-2012  | Поље лала                          | Лала Ташкиран Иглаз †     | Rôle principal (Pink M)         |
| Roumanie           | 2011-2012  | Lale - Asculta-ti inima!           | Lale Tașkiran Ilgaz       | Rôle principal(Antena 1)        |
| Serbie             | 2011-2012  | Поље лала                          | Лала Ташкиран Иглаз †     | Rôle principal (RTV Pink)       |
| Slovaquie          | 2011-2012  | Láska v Istanbule                  | Lále Taškiranová Ilgazová | Rôle principal (JOJ Plus)       |
| Slovénie           | 2011-2012  | Doba tulipanov                     | Lala Taškran Ilgaž †      | Rôle principal (Pink SI)        |
| Grèce              | 2012       | Λάλε, Έρωτας στην Κωνσταντινούπολη | Λάλε Τασκιράν Ιλγκάζ      | Rôle principal (Alpha TV)       |
| Iran               | 2012       | Omre Gole Laleh                    | Laleh Tashkyran Aylgas    | Rôle principal (GEM TV)         |
| Kazakhstan         | 2012       | Пора тюльпанов                     | Лале Ташкыран Илгаз       | Rôle principal (El-Arna)        |
| Turquie            | 2012       | Turkcell Akıllı Telefon Hareketi   | Caractère focal           | Turkcell TV commercial          |
| Turquie            | 2013       | Maxi'yi Alan Yaşadı                | Caractère focal           | Turkcell TV commercial          |
| Serbie             | 2013       | The Voice Srbija                   | Coach                     | Télé-crochet musical (RTV Pink) |